# Teinobasis chionopleura
Teinobasis chionopleura – gatunek ważki z rodziny łątkowatych (Coenagrionidae).